# Johannes Fibiger
Johannes Andreas Grib Fibiger, född 23 april 1867 i Silkeborg, död 30 januari 1928 i Köpenhamn, var en dansk nobelpristagare. Han var brorson till Johannes Henrik Tauber Fibiger.
Fibiger studerade först bakteriologi hos bland annat Carl Julius Salomonsen, Robert Koch och  Emil von Behring. Han disputerade 1895 på ett arbete om difteribacillen, blev 1897 prosektor och 1900 professor i patologi vid Köpenhamns universitet. I sina första arbeten lämnade Fibiger viktiga bidrag till frågan om sambandet mellan människo- och nötkreaturstuberkulos. Först 1907 började han de studier över kräftsvulster, som skulle ge honom världsrykte, och ledde till att han 1926 tilldelades nobelpriset. Fibiger fann svulster i magsäcken hos råttor och detta framför allt hos råttor från en bestämd fabrik i Köpenhamn. I dessa svulster påvisade han en trådmask, vars larver han fann hos kackerlackor från samma ställe. Genom att sedan fodra råttor med sådana kackerlackor lyckades han hos en stor mängd av dem framkalla svulstbildningar i magsäcken, vilka i ett visst antal fall övergick till verkliga kräftsvulster. Dessa svulster uppkom i anslutning till larvernas utväxning till trådmaskar i djurens magsäck. Genom att utfodra kackerlackor med exkrementer från dessa råttor konstaterade han, att larverna utbildades från maskägg i exkrementerna. Den av Fibiger funna masken, som förut varit okänd, kallades Spiroptera neoplastica och gav ifrågavarande cancersvulst Spiroptea-cancer. Senare lyckades det en japan att genom tjärpensling på vita möss framkalla äkta hudcancer. Även denna form av kräftbildning utreddes sedan närmare av Fibiger. Själv föll han offer för den sjukdom, åt vilken han ägnat de sista 20 åren av sitt liv.

## Utmärkelser
- Nobelpriset i fysiologi eller medicin,  1926[7][8]
- Kommendör av Dannebrogorden,  1926
- Hedersdoktor vid Sorbonne,  1927[9]

[Redigera Wikidata]